# بابا نيانغ
بابا نيانغ (بالفرنسية: Papa Niang)‏ هو لاعب كرة قدم سنغالي في مركز نصف الجناح، ولد في 5 ديسمبر 1988 في Matam, Senegal ‏ في السنغال. شارك مع منتخب السنغال لكرة القدم. أما مع النوادي، فقد لعب مع سي إف مونانا ونادي الشباب ونادي فوستوك.

## وصلات خارجية
- بابا نيانغ على موقع قاعدة بيانات كرة القدم.إي يو (الإنجليزية)
- بابا نيانغ على موقع Soccerway.com (الإنجليزية)